# Frombork (gromada)
Frombork – dawna gromada, czyli najmniejsza jednostka podziału terytorialnego Polskiej Rzeczypospolitej Ludowej w latach 1954–1972.
Gromady, z gromadzkimi radami narodowymi (GRN) jako organami władzy najniższego stopnia na wsi, funkcjonowały od reformy reorganizującej administrację wiejską przeprowadzonej jesienią 1954 do momentu ich zniesienia z dniem 1 stycznia 1973, tym samym wypierając organizację gminną w latach 1954–1972.
Gromadę Frombork z siedzibą GRN we Fromborku (wówczas wsi) utworzono – jako jedną z 8759 gromad na obszarze Polski – w powiecie braniewskim w woj. olsztyńskim na mocy uchwały nr 11 WRN w Olsztynie z dnia 4 października 1954. W skład jednostki weszły obszary dotychczasowych gromad Frombork, Krzyżewo, Ronina i Krzywiec, ponadto miejscowość Jędrychowo z dotychczasowej gromady Jędrychowo oraz miejscowości Biedkowo, Stary Dwór, Bogdany, Drewnowo i Lipówka z dotychczasowej gromady Biedkowo, ze zniesionej gminy Frombork w tymże powiecie. Dla gromady ustalono 14 członków gromadzkiej rady narodowej.
1 stycznia 1958 z gromady Frombork wyłączono miejscowość Frombork, tworząc z niej osiedle Frombork w tymże powiecie (któremu po roku, 1 stycznia 1959, przywrócono utracone w 1945 roku prawa miejskie). Frombork, mimo wyłączenia z gromady Frombork, pozostał nadal siedzibą GRN.
1 stycznia 1972 do gromady Frombork włączono tereny o powierzchni 460 ha z miasta Frombork w tymże powiecie.
Gromada przetrwała do końca 1972 roku, czyli do kolejnej reformy gminnej. 1 stycznia 1973 w powiecie braniewskim reaktywowano gminę Frombork.